# Шийки
Шийки́ — село в Україні, у Валківській міській громаді Богодухівського району Харківської області. Населення становить 45 осіб. До 2020 орган місцевого самоврядування — Кобзарівська сільська рада.

## Географія
Село Шийки знаходиться за 2 км від річки Мжа, на відстані 2 км розташовані села Данильчин Кут, Кобзарівка, Довжик і Піски. Село примикає до лісового масиву (дуб), поряд з селом протікає пересихаючий струмок на якому зроблено загату (~ 15 га).

## Історія
Під час організованого радянською владою Голодомору 1932—1933 років померло щонайменше 10 жителів села.
12 червня 2020 року, розпорядженням Кабінету Міністрів України № 725-р «Про визначення адміністративних центрів та затвердження територій територіальних громад Харківської області», увійшло до складу Валківської міської громади.
19 липня 2020 року, в результаті адміністративно-територіальної реформи та ліквідації Валківського району, село увійшло до складу Богодухівського району.